# Division II i ishockey 1974/1975
Division II i ishockey 1974/1975 var andradivisionen i svensk ishockey under säsongen. Divisionen spelades i sex serier med 12 lag i varje (med undantag för Division II Norra A som bara hade 11 lag). Totalt blev det 71 lag. En stor serieomläggning planerades inför nästa säsong då Elitserien skulle bildas. Det innebar att högsta serien skulle krympas med sex lag samtidigt som den näst högsta serien (som skulle få namnet Division I) skulle minskas till 49 lag. Totalt kunde bara 39 lag följa med till nästa säsong medan 32 lag måste spela i tredjeligan följande säsong (under namnet Division II). Fem till sex lag per serie var garanterade uppflyttning, men i många fall fick ytterligare något lag följa med. I serie Norra A flyttades till slut åtta lag över.

## Lagen
Sedan förra säsongen hade IF Tunabro från Borlänge och Kiruna AIF flyttats ner från Allsvenskan. Från Division III hade följande lag flyttats upp: Alfta GIF, HC Dalen (Norrahammar), IFK Arboga, IK Rommehed (Borlänge), Karlskrona IK, KB 65 (Örnsköldsvik), KBA-67 (Kungsbacka), Kågedalens AIF (Skellefteå), Malmbergets AIF, Nynäshamns IF, Skogsbo SK (Avesta) och Tranebergs IF (Stockholm).
Dessutom hade man minskat antalet serier från 8 till sex i och med att man i Östra och Västra regionen endast spelade en serie, bara region Norra och Södra behöll indelningen i grupp A och B. Detta medförde att ett stort antal lag fick byta serie. Granö och Teg flyttades från Norra B till A. Bollnäs, Gävle GIK, Hofors, Ljusne och Strömsbro flyttades från Östra A till Norra B. Falun och Malung från Östra A till Västra. Surahammar flyttades från Östra B till Västra. Lindesberg från Västra A till Södra A. Boro/Landsbro, Gislaved, HV 71, Skövde och Tibro från Västra B till Södra A. Bäcken, Hanhals och Mölndal flyttades från Västra B till Södra B. Slutligen flyttades BK Remo, Huddinge, Nacka och Nyköping från Södra A till Östra.
Sedan förra säsongen hade dessutom Kallinge SK gått samman med Ronneby BK och bildat Kallinge-Ronneby IF.

## Division II Norra
Grupp A
Före säsongsstarten var det tidigare allsvenska laget Kiruna AIF samt Piteå favoriter till seriesegern. Istället blev säsongen en uppvisning av IFK Kiruna som ledde serien från start till mål. Fortfarande efter 15 omgångar var man utan poängförlust och höll serieledningen med 11 poängs marginal före Umeålaget Teg. IFK var därmed redan klara för kvalserien till den nya Elitserien och slappnade därför av lite vilket kostade dem tre förluster i de fem sista matcherna. Bakom IFK var det desto tätare. Mellan 2:an och 8:an i serien skiljde det bara 3 poäng. Största positiva överraskningen var Skellefteålaget Medle som aldrig tidigare nått så långt som en tredjeplats. Luleå var däremot en negativ överraskning som bara nådde en åttondeplats. Med det resultatet skulle de inte få följa med till Division I nästa säsong. Serien fick dock gratisplatser så det räckte för både Piteå och Luleå. På de tre sista platserna och klara för nerflyttning till nya Division II (som nästa säsong är namnet på tredjeligan) blev Skellefteålaget Kågedalen, Västerbottenslaget Granö samt Malmberget som förlorade alla sina matcher denna säsongen. Vinnare av poängligan blev Kiruna AIF:s Kalle Svensson med 44 (22+22) poäng.
| Nr | Lag                     | S  | V  | O | F  | GM  | IM  | MS   | P  |
| -- | ----------------------- | -- | -- | - | -- | --- | --- | ---- | -- |
| 1  | IFK Kiruna              | 20 | 17 | 0 | 3  | 149 | 79  | +70  | 34 |
| 2  | Kiruna AIF              | 20 | 12 | 1 | 7  | 111 | 61  | +50  | 25 |
| 3  | Medle SK                | 20 | 12 | 0 | 8  | 102 | 70  | +32  | 24 |
| 4  | Tegs SK                 | 20 | 11 | 2 | 7  | 92  | 87  | +5   | 24 |
| 5  | Bodens BK               | 20 | 11 | 1 | 8  | 113 | 92  | +21  | 23 |
| 6  | Clemensnäs/Rönnskärs IF | 20 | 10 | 3 | 7  | 90  | 72  | +18  | 23 |
| 7  | Piteå IF                | 20 | 10 | 2 | 8  | 115 | 75  | +40  | 22 |
| 8  | IFK Luleå               | 20 | 11 | 0 | 9  | 119 | 118 | +1   | 22 |
| 9  | Kågedalens AIF          | 20 | 5  | 3 | 12 | 77  | 103 | −26  | 13 |
| 10 | Granö IF                | 20 | 5  | 0 | 15 | 75  | 137 | −62  | 10 |
| 11 | Malmbergets AIF         | 20 | 0  | 0 | 20 | 47  | 216 | −169 | 0  |

Grupp B
Innan säsongen startade låg förväntningarna framförallt på Sundsvallslagen Heffners och Tunadal och inledningsvis såg det också ut som det skulle bli Sundsvall i topp. Före nyår hade dock Hofors gått upp i toppen och trots några förlorade poäng lyckades de hålla den tills Gävlelaget Strömsbro gick upp i ledningen i mitten av januari. Hofors var snart tillbaka i ledningen och då tappade man den inte igen. Starkt bidragande till segern var Jan-Erik Lyck och Lennart Lindh som båda anslutit från Brynäs. Heffners Rolf Norrbom vann poängligan med 34 (21+13) poäng.
En händelse som under seriens gång drog till sig uppmärksamhet var när Heffners Björn Wallström träffade Strömsbros Benno Persson i pannan med sin klubba strax efter slutsignalen i Gavlerinken den 7 december 1974. Persson fick pannbenet intryckt och kunde inte spela mer den vintern. Wallström fick två månaders avstängning samt dömdes i tingsrätten till dagsböter. Själv menade han att det var en reflexrörelse han inte borde dömas för.
| Nr | Lag                   | S  | V  | O | F  | GM  | IM  | MS   | P  |
| -- | --------------------- | -- | -- | - | -- | --- | --- | ---- | -- |
| 1  | Hofors IK             | 22 | 17 | 1 | 4  | 128 | 63  | +65  | 35 |
| 2  | Heffners/Ortvikens IF | 22 | 15 | 2 | 5  | 132 | 61  | +71  | 32 |
| 3  | Tunadals IF           | 22 | 15 | 2 | 5  | 100 | 76  | +24  | 32 |
| 4  | Strömsbro IF          | 22 | 13 | 2 | 7  | 114 | 86  | +28  | 28 |
| 5  | Östersunds IK         | 22 | 12 | 4 | 6  | 89  | 69  | +20  | 28 |
| 6  | Bollnäs IS            | 22 | 12 | 1 | 9  | 105 | 75  | +30  | 25 |
| 7  | Järveds IF            | 22 | 11 | 2 | 9  | 100 | 81  | +19  | 24 |
| 8  | Örnsköldsviks IF      | 22 | 9  | 4 | 9  | 104 | 85  | +19  | 22 |
| 9  | Gävle GIK             | 22 | 6  | 2 | 14 | 111 | 131 | −20  | 14 |
| 10 | KB 65                 | 22 | 6  | 1 | 15 | 64  | 121 | −57  | 13 |
| 11 | Ljusne AIK            | 22 | 3  | 2 | 17 | 71  | 163 | −92  | 8  |
| 12 | Alfta GIF             | 22 | 1  | 1 | 20 | 44  | 151 | −107 | 3  |

## Division II Östra
Förhandstipsen i den östra serien var att Hammarby och Nacka skulle ligga i toppen. Det var också så det blev, men det gick trögt för Hammarby i början. Först oavgjort mot Roma på Gotland och sedan förlust hemma mot Enköping. Snart kunde dock tränaren Curt Lindström meddela att laget hade järnbrist efter många hårda och sena träningspass. Alla spelarna utom tre fick järn intravenöst. Efter det blev Hammarby bara bättre och bättre ju längre säsongen led och förlorade inte en enda match efter juluppehållet.
Väsby var laget som inledde bäst och höll sig kvar i toppskiktet tills två omgångar återstod. Då man förlorade mot Uppsalalaget Almtuna och därefter mot Tierp och slutade därför på en fjärdeplats. Nacka, som tagit över ledningen efter att ha besegrat Väsby med 5–1 strax före jul, behöll sedan ledningen till den 20:e omgången då man förlorade mot Hammarby och fick lämna över serieledningen. Poängligan vanns av Nynäshamns Lars Gustavsson med 41 (17+24) poäng.
| Nr | Lag           | S  | V  | O | F  | GM  | IM  | MS  | P  |
| -- | ------------- | -- | -- | - | -- | --- | --- | --- | -- |
| 1  | Hammarby IF   | 22 | 15 | 5 | 2  | 100 | 65  | +35 | 35 |
| 2  | Nacka SK      | 22 | 16 | 2 | 4  | 111 | 45  | +66 | 34 |
| 3  | Huddinge IK   | 22 | 12 | 7 | 3  | 93  | 54  | +39 | 31 |
| 4  | Väsby IK      | 22 | 12 | 6 | 4  | 108 | 71  | +37 | 30 |
| 5  | Enköpings SK  | 22 | 11 | 5 | 6  | 65  | 60  | +5  | 27 |
| 6  | Tierps IF     | 22 | 11 | 2 | 9  | 109 | 100 | +9  | 24 |
| 7  | Nynäshamns IF | 22 | 9  | 4 | 9  | 93  | 92  | +1  | 22 |
| 8  | Norrtälje IK  | 22 | 8  | 2 | 12 | 67  | 86  | −19 | 18 |
| 9  | Almtuna IS    | 22 | 6  | 4 | 12 | 75  | 85  | −10 | 16 |
| 10 | Tranebergs IF | 22 | 6  | 3 | 13 | 83  | 111 | −28 | 15 |
| 11 | BK Remo       | 22 | 2  | 2 | 18 | 71  | 135 | −64 | 6  |
| 12 | Roma IF       | 22 | 1  | 4 | 17 | 37  | 108 | −71 | 6  |

## Division II Västra
Favoriter till seriesegern var Tunabro från Borlänge som blivit nerflyttade från Allsvenskan sedan förra säsongen. Men efter ungefär halva serien hade Fagersta vunnit sina nyckelmatcher, bl.a. mot just Tunabro, medan Borlängelaget istället förlorat sina. Fagersta hade sex poängs försprång vid juluppehållet och höll ifrån till säsongsslutet. Fem poäng efter Fagersta placerade sig Surahammar på andraplatsen och sedan överraskningen Malung på tredjeplatsen. Malung var det enda laget i serien utan egen konstfrusen bana vilket tvingade dem att spela alla matcher utom två i Mora. Fem lag flyttas till tredjedivisionen nästa säsong: IK Viking från Hagfors, Rommehed från Borlänge, dalalaget Morgårdshammar samt Avesta och Skogsbo (också Avesta). Poängligan vanns av Grumsspelaren Lennart Noaksson med 46 (30+16) poäng.
| Nr | Lag                | S  | V  | O | F  | GM  | IM  | MS   | P  |
| -- | ------------------ | -- | -- | - | -- | --- | --- | ---- | -- |
| 1  | Fagersta AIK       | 22 | 18 | 2 | 2  | 129 | 76  | +53  | 38 |
| 2  | Surahammars IF     | 22 | 15 | 3 | 4  | 133 | 98  | +35  | 33 |
| 3  | Malungs IF         | 22 | 13 | 5 | 4  | 138 | 80  | +58  | 31 |
| 4  | Grums IK           | 22 | 14 | 2 | 6  | 132 | 84  | +48  | 30 |
| 5  | Falu IF            | 22 | 14 | 2 | 6  | 119 | 79  | +40  | 30 |
| 6  | IF Tunabro         | 22 | 14 | 1 | 7  | 112 | 75  | +37  | 29 |
| 7  | Forshaga IF        | 22 | 8  | 2 | 12 | 87  | 93  | −6   | 18 |
| 8  | IK Viking          | 22 | 6  | 2 | 14 | 85  | 127 | −42  | 14 |
| 9  | Avesta BK          | 22 | 5  | 3 | 14 | 89  | 107 | −18  | 13 |
| 10 | IK Rommehed        | 22 | 5  | 3 | 14 | 87  | 105 | −18  | 13 |
| 11 | Morgårdshammars IF | 22 | 5  | 2 | 15 | 61  | 118 | −57  | 12 |
| 12 | Skogsbo SK         | 22 | 1  | 1 | 20 | 75  | 205 | −130 | 3  |

## Division II Södra
Grupp A
Jönköpingslaget HV 71 vann sin serie för andra året i rad, vilket var väntat. Före juluppehållet vann man alla sina matcher och ledde till slut serien med sex poäng före Norrköpingslaget Vita Hästen. Efter jul gick det inte lika lätt. En förlust mot Tibro följdes av en förlust i Norrköping mot Vita Hästen och ledningen hade krympt ner till två poäng. Vita Hästen kunde dock inte utnyttja chansen och HV 71 återhämtade sig och vann de sista matcherna och säkrade sin andra serieseger under de fyra säsonger man funnits. Kedjan med Christer Thorén, Bengt Kinell och Anders Wilander hade en stor del i den segern.
Till nästa säsong garanterades fem lag en plats i nya Division I. Boro från Vetlanda säkrade tredjeplatsen trots att de förlorat många spelare sedan förra säsongen. Därefter placerade sig BK Kenty från Linköping och Tibro medan Gislaved fick nöja sig med en sjätteplacering, men det visade sig till slut att det räckte för att få följa med till nya Division I. Poängligan vans av HV:s Bengt Kinell med 39 (22+17) poäng.
| Nr | Lag              | S  | V  | O | F  | GM  | IM  | MS  | P  |
| -- | ---------------- | -- | -- | - | -- | --- | --- | --- | -- |
| 1  | HV 71            | 22 | 19 | 1 | 2  | 141 | 61  | +80 | 39 |
| 2  | HC Vita Hästen   | 22 | 17 | 0 | 5  | 107 | 61  | +46 | 34 |
| 3  | Boro/Landsbro IF | 22 | 12 | 3 | 7  | 106 | 73  | +33 | 27 |
| 4  | BK Kenty         | 22 | 12 | 2 | 8  | 91  | 61  | +30 | 26 |
| 5  | Tibro IK         | 22 | 11 | 3 | 8  | 105 | 89  | +16 | 25 |
| 6  | Gislaveds SK     | 22 | 12 | 0 | 10 | 104 | 85  | +19 | 24 |
| 7  | IFK Lindesberg   | 22 | 8  | 5 | 9  | 76  | 81  | −5  | 21 |
| 8  | Skövde IK        | 22 | 7  | 2 | 13 | 92  | 119 | −27 | 16 |
| 9  | IFK Arboga       | 22 | 6  | 2 | 14 | 66  | 113 | −47 | 14 |
| 10 | Vimmerby IF      | 22 | 6  | 2 | 14 | 64  | 117 | −53 | 14 |
| 11 | Nyköpings BIS    | 22 | 5  | 3 | 14 | 70  | 110 | −40 | 13 |
| 12 | HC Dalen         | 22 | 5  | 1 | 16 | 73  | 125 | −52 | 11 |

Grupp B
Inför säsongen hade det göteborgska kvarterslaget Bäcken kunna genomföra spelarköp på en kvarts million, med Ulf Sterner som det mest kända namnet. Fjolårssegrarna Malmö kom dock att böra serien bäst sedan Bäcken tappat poäng hemma mot Nybro. I december tog Malmö emot Bäcken i en seriefinal. Med 5 500 åskådare på läktaren gick Malmö upp i ledning med 6–3 efter två perioder, men innan matchen var över hade Bäcken vänt det till 7–9. Efter den förlusten blev Malmö inte sig självt igen. Bäcken behöll ledningen säsongen ut skuggade av Ljungbylaget Troja som tagit Malmös andraplats. Poängligan vanns av Trojas Kenneth Andersson med 45 (29 + 16) poäng.
| Nr | Lag                 | S  | V  | O | F  | GM  | IM  | MS  | P  |
| -- | ------------------- | -- | -- | - | -- | --- | --- | --- | -- |
| 1  | BK Bäcken           | 22 | 18 | 3 | 1  | 144 | 75  | +69 | 39 |
| 2  | IF Troja            | 22 | 18 | 2 | 2  | 140 | 75  | +65 | 38 |
| 3  | Malmö IF            | 22 | 15 | 2 | 5  | 135 | 89  | +46 | 32 |
| 4  | Halmstads HK        | 22 | 12 | 4 | 6  | 135 | 81  | +54 | 28 |
| 5  | Nybro IF            | 22 | 12 | 4 | 6  | 114 | 64  | +50 | 28 |
| 6  | Karlskrona IK       | 22 | 13 | 2 | 7  | 107 | 98  | +9  | 28 |
| 7  | Hanhals BK          | 22 | 8  | 2 | 12 | 91  | 104 | −13 | 18 |
| 8  | Mölndals IF         | 22 | 7  | 2 | 13 | 76  | 122 | −46 | 16 |
| 9  | Rögle BK            | 22 | 6  | 3 | 13 | 78  | 98  | −20 | 15 |
| 10 | Växjö HC            | 22 | 5  | 0 | 17 | 68  | 123 | −55 | 10 |
| 11 | Kallinge-Ronneby IF | 22 | 3  | 1 | 18 | 77  | 153 | −76 | 7  |
| 12 | KBA-67              | 22 | 2  | 1 | 19 | 60  | 143 | −83 | 5  |

## Kvalspel till Elitserien
De båda Allsvenska lagen, Djurgården och Södertälje försvarade sina platser i högsta serien, men inte helt utan besvär. Hofors inledde med att besegra Djurgåden och Göteborgslaget Bäcken tvingade till sig oavgjort i första matchen. De allsvenska lagen kunde dock reparera skadan och vinna sina grupper.
| Nr | Lag            | S | V | O | F | GM | IM | MS  | P  |
| -- | -------------- | - | - | - | - | -- | -- | --- | -- |
| 1  | Djurgårdens IF | 6 | 5 | 0 | 1 | 39 | 16 | +23 | 10 |
| 2  | Hammarby IF    | 6 | 3 | 0 | 3 | 26 | 22 | +4  | 6  |
| 3  | Hofors IK      | 6 | 2 | 0 | 4 | 16 | 29 | −13 | 4  |
| 4  | IFK Kiruna     | 6 | 2 | 0 | 4 | 24 | 38 | −14 | 4  |

| Nr | Lag           | S | V | O | F | GM | IM | MS  | P  |
| -- | ------------- | - | - | - | - | -- | -- | --- | -- |
| 1  | Södertälje SK | 6 | 5 | 1 | 0 | 47 | 20 | +27 | 11 |
| 2  | HV71          | 6 | 3 | 1 | 2 | 28 | 27 | +1  | 7  |
| 3  | IFK Bäcken    | 5 | 1 | 2 | 2 | 14 | 22 | −8  | 4  |
| 4  | Fagersta AIK  | 5 | 0 | 0 | 5 | 11 | 31 | −20 | 0  |